# Eberhard Geiger
Eberhard Geiger (* 6. März 1944 in Volkersheim; † 26. Oktober 2012) war ein deutscher Brauwissenschaftler.

## Leben
Geiger absolvierte zunächst eine Ausbildung zum Brauer und Mälzer und studierte dann Brauereiwesen an der Technischen Hochschule München in Weihenstephan. Er war wissenschaftlicher Mitarbeiter am Lehrstuhl für Technische Mikrobiologie und Technologie der Brauerei II. 1974 promovierte er über Gärungsnebenprodukte in Beziehung zum Hefestoffwechsel. 1983 übernahm er die Betriebsleitung der Staatlichen Brautechnischen Prüf- und Versuchsanstalt in Weihenstephan. 1995 folgte er einem Ruf auf den Lehrstuhl für Technologie der Brauerei II der TU München. Am 31. März 2009 wurde er emeritiert.
Schwerpunkt seiner wissenschaftlichen Arbeit war die Erforschung der Hefephysiologie.